# 뉴사우스웨일스의 주지사
뉴사우스웨일스 주지사(영어: Governor of New South Wales) 뉴사우스웨일스주에서 군주인 찰스 3세를 대표하는 인물이다. 이는 국가 차원에서의 오스트레일리아의 총독이 수행하는 역할과 유사하게, 오스트레일리아 내 각 주의 총독들도 주 차원에서 헌법적 및 의례적 기능을 수행한다. 주지사는 뉴사우스웨일스주 총리의 조언에 따라 군주에 의해 임명되며,  임기는 고정되지 않고 군주의 재량에 따라 결정되지만, 일반적으로 5년이 표준 임기다. 현재 주지사는 은퇴한 판사인 마가렛 비즐리로, 2019년 5월 2일 데이비드 헐리를 이어받아 주지사직에 올랐다.
뉴사우스웨일스 주지사는 1788년 뉴사우스웨일스의 정착과 함께 시작된 식민지 총독에서 유래하였으며, 오스트레일리아 에서 가장 오래된 지속적인 제도다. 현재의 직책은 1902년 뉴사우스웨일스 헌법(N.S.W Constitution Act 1902)과 함께 연방제가 성립되면서 등장했으며, 이 법은 주지사를 뉴사우스웨일스 주 집행위원회의 조언에 따라 행동하는 인물로 정의했다. 그러나 이 직책은 영국 정부를 대변하는 역할을 계속했으며, 영국 정부의 관여가 점차 줄어든 후, 1942년 웨스트민스터 법령 채택법(Statute of Westminster Adoption Act 1942)과 1986년 오스트레일리아 법(Australia Act 1986)이 통과되면서 주지사는 군주의 직접적이고 개인적인 대표자가 되었다.

## 임명
뉴사우스웨일스 주지사직은 뉴사우스웨일스 헌법에 의해 규정되어 있다. 군주는 뉴사우스웨일스 주 총리의 조언과 추천을 받아, 왕실 서명과 주의 공인 도장이 찍힌 임명장을 통해 주지사를 임명하며, 주지사 지명자는 총리와 대법원장에 의해 취임 선서를 하기 전까지 "주지사 지명자"로 불린다.
취임 선서 이외에는 주지사 지명자의 취임 절차에 대한 명확한 공식은 없다. 헌법 법령은 "주지사로 임명된 사람은 취임하기 전에 대법원장 또는 대법원의 다른 판사 앞에서 충성 서약 또는 충성 선언과 취임 서약 또는 취임 선언을 해야 한다"고 규정하고 있다. 군주는 또한 임명자와 면담을 갖고, 그 자리에서 주지사 지명자를 오스트레일리아 훈장(AC)의 동반자로 임명한다.
현직 주지사는 일반적으로 최소 5년 동안 재임하지만, 이는 관례에 따른 것이며, 주지사는 여전히 군주의 재량에 따라 직무를 수행한다(즉, 왕의 재량에 따름). 따라서 총리는 군주에게 총독이 7년 이상의 더 긴 기간 동안 재임하도록 권고할 수 있다. 주지사는 사임할 수 있으며, 세 명의 주지사가 재임 중 사망한 바 있다. 이와 같은 상황에서, 또는 주지사가 1개월 이상 해외에 체류하는 경우, 1872년 이후 뉴사우스웨일스주 대법원장을 겸임하는 뉴사우스웨일스 부주지사가 정부 관리자 역할을 수행하며, 주지사의 모든 권한을 행사한다. 또한, 부지사가 주지사직을 수행 중에 장애를 겪거나 주에서 부재 중인 경우, 대법원의 차순위 고위 판사가 정부 관리자에 취임한다.

### 선출
1788년부터 1957년까지 모든 주지사는 뉴사우스웨일스 외부 출신이었으며, 종종 귀족 출신이었다. 역사학자 A. J. P. 테일러는 한때 "뉴사우스웨일스에 나가서 통치하는 것은 영국 귀족들에게 '변함없는 위로'가 되었다"고 언급한 바 있다. 그러나 결국 뉴사우스웨일스 주지사는 오스트레일리아인들이 임명되었으며, 1946년 8월 1일 오스트레일리아 출생 최초의 주지사였던 존 노스콧 경은 모든 주에서 최초의 오스트레일리아 출생 주지사가 되었다. 그러나 노스콧은 빅토리아에서 태어났기 때문에, 1957년 엘리자베스 2세 여왕이 에릭 우드워드 경을 임명한 후에야 뉴사우스웨일스 출신 인물이 이 직책을 맡게 되었다. 이 관행은 1996년까지 계속되었으며, 그 해 엘리자베스 2세 여왕은 런던 출신 이민자였던 고든 새뮤얼스를 그녀의 대표로 임명했다.